# Valgplakat
Valgplakaten er et af værktøjerne for politikerne i en valgkamp. De fleste valgplakater er med et profilbillede, kandidatens navn og partilogoet. Førhen blev de klistret op på et stykke masonitplade, men i dag er det nemmere at få trykt på plastikplader, der i god stand kan overtrykkes/genbruges, hvor plakaterne tidligere ofte blev ødelagt pga. vejret fx regn. I Danmark må valgplakater hænges op, typisk i lygtepæle, fra den fjerde lørdag inden valget - med visse restriktioner.
Undersøgelser viser at valgplakaten er det kampagnemiddel, der har den største effekt ved kommunevalg. Dog giver valgplakater ingen effekt af betydning ved Folketingsvalg.

## Historiske valgplakater

### Fra Danmark
- Konservativ plakat fra 1939
- Ja- og nejplakater ifm. Folkeafstemningen om afskaffelse af forsvarsforbeholdet 2022

### Fra resten verden
- Amerikansk plakat fra 1860
- Canadisk plakat fra 1917
- Østrigsk plakat fra 1920
- Japansk valgplakat fra 1942
- Valgplakat for Konrad Adenauer fra 1957
- Hollandsk plakat fra 2010 
Foto: SP

## Reference
1. ↑  "Valgplakater". valg.im.dk. Arkiveret fra originalen 14. oktober 2022.
2. ↑  "Valg langs veje og i åbent land". Vejdirektoratet. 11. oktober 2022. Arkiveret fra originalen 9. oktober 2022.
3. ↑  Holmboe, Tua Marie Meincke (10. oktober 2022). "Valgplakater er "gammeldags og outdated" - men derfor virker de stadig". TV2 Fyn. Arkiveret fra originalen 11. oktober 2022.
4. ↑  Kommunalvalg: Den klassiske valgplakat kaster flest stemmer af sig | Kommunalvalg 2013 | DR
5. ↑  Valgplakater flytter mange stemmer ved kommunalvalget | Videnskab.dk